# أوتو فون بولو
أوتو فون بولو (بالألمانية: Otto von Bülow)‏ هو رجل غواصة وجندي ألماني، ولد في 16 أكتوبر 1911 في فيلهلمسهافن في ألمانيا، وتوفي في 5 يناير 2006 في Wohltorf ‏ في ألمانيا.